# زی‌پرشین
زی‌پرشین (به انگلیسی: XePersian) یک بسته حروف‌چینی آزاد و متن‌باز برای نگارش مستندات پارسی/انگلیسی با زی‌لاتک است. در واقع، زی‌پرشین کمک می‌کند تا به آسانی، مستندات را به پارسی، حروف‌چینی کرد. از ورژن ۲٫۷ به بعد توزیع میک‌تک و ۲۰۰۹ تک‌لایو، این بسته نیز به جمع دیگر بسته‌های توزیع‌های تِک، پیوسته‌است.

## مجوز زی‌پرشین
بسته زی‌پرشین تحت مجوز LPPL منتشر می‌شود.

## سیستم عامل‌های سازگار با زی‌پرشین
بسته زی‌پرشین، مستقل از سیستم عامل است. به عبارت دیگر، زی‌پرشین بر روی هر سیستم عاملی، به خوبی اجرا می‌شود.

## نمونه یک فایل ورودی
یک نمونه فایل ورودی، به صورت زیر است.
```
\documentclass{article}
\usepackage{xepersian}
\settextfont{Yas}
\begin{document}
سلام دنیا!
\end{document}

```

فایل بالا، تفاوت چندانی با یک فایل استاندارد لاتک ندارد و کافیست بستهٔ زی‌پرشین را فراخوانی کنید.
برای دیدن خروجی پی‌دی‌اف این فایل، باید آن را با موتور زی‌تک (با دستور xelatex) پردازش کرد.

## نماد زی‌پرشین
نماد زی‌پرشین سیمرغ است.